# Pulligny
 Pulligny  là một xã của tỉnh Meurthe-et-Moselle, thuộc vùng Grand Est, đông bắc nước nước Pháp. Xã này nằm ở khu vực có độ cao trung bình 234 mét trên mực nước biển.
Sông Madon chảy qua xã Pulligny.